# Гріс (Німеччина)
Гріс (нім. Gries) — громада в Німеччині, розташована в землі Рейнланд-Пфальц. Входить до складу району Кузель. Складова частина об'єднання громад Шененберг-Кюбельберг.
Площа — 4,04 км2. Населення становить 1071 ос. (станом на 31 грудня 2020).